# Irará
Irará este un oraș în statul Bahia (BA) din Brazilia.